# Tannenbergsthal
Tannenbergsthal, bis 2007 Tannenbergsthal/Vogtl., ist ein Ortsteil der Gemeinde Muldenhammer im sächsischen Vogtlandkreis. Tannenbergsthal war der Hauptort der Auerbacher kleinen Waldorte.

## Geografie

### Geografische Lage
Tannenbergsthal befindet sich im Tal der Kleinen Pyra, einem Zufluss der Zwickauer Mulde, am östlichen Rand des Vogtlandes und an den westlichen Ausläufern des Erzgebirges.
Angrenzende Gemeinden sind die Städte Auerbach und Klingenthal sowie die dörflichen Gemeinde Grünbach und die anderen Ortsteile von Muldenhammer, Hammerbrücke und Morgenröthe-Rautenkranz. Alle genannten Orte gehören zum Vogtlandkreis.
Ortsteile der ehemaligen Gemeinde Tannenbergsthal waren Gottesberg (vogtländisch Guutsbaerch), Jägersgrün (vogtländisch Geecherschgie), Schneckenstein und Tannenbergsthal mit Pechseifen.

### Klima und Vegetation
Es herrscht typisches Mittelgebirgsklima mit einer Jahres-Durchschnittstemperatur von ca. 6,5 Grad Celsius. Relativ lange – in den letzten Jahren wieder etwas schneereichere – Wintermonate werden meistens erst im Mai vom Frühling abgelöst.
Manchmal treten schon im August erste Nachtfröste auf. Im Nachbarort Morgenröthe-Rautenkranz befindet sich einer der „kältesten Punkte“ Deutschlands (gemessene Nachttemperaturen).
Die Gemeinde ist völlig von Fichtenwäldern umgeben, die einst für forstwirtschaftliche Zwecke in Monokultur angepflanzt wurden. In diesen Wäldern findet man mit etwas Glück pilzreiche Stellen.
Das Klima ist für ertragreichen Obstanbau ungeeignet. In geschützten Lagen gedeihen unter günstigen Umständen (wenn die Sommer nicht zu kurz sind) Sauerkirschen, Pflaumen und Äpfel. Beeren- und Hülsenfrüchte dagegen sind weit verbreitet.

## Geschichte

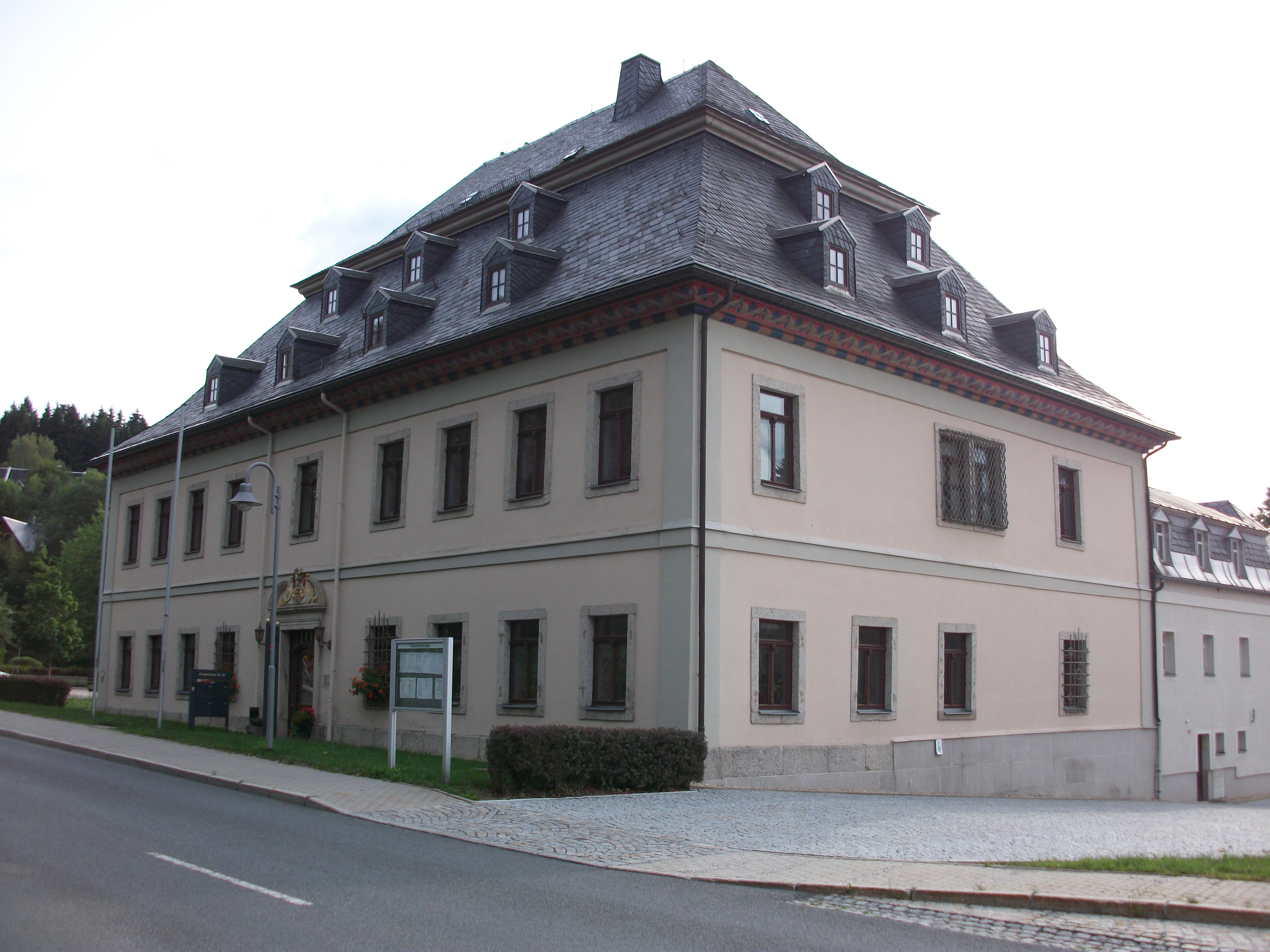
Hammerherrenhaus Tannenbergsthal (Rathaus der Gemeinde Muldenhammer)

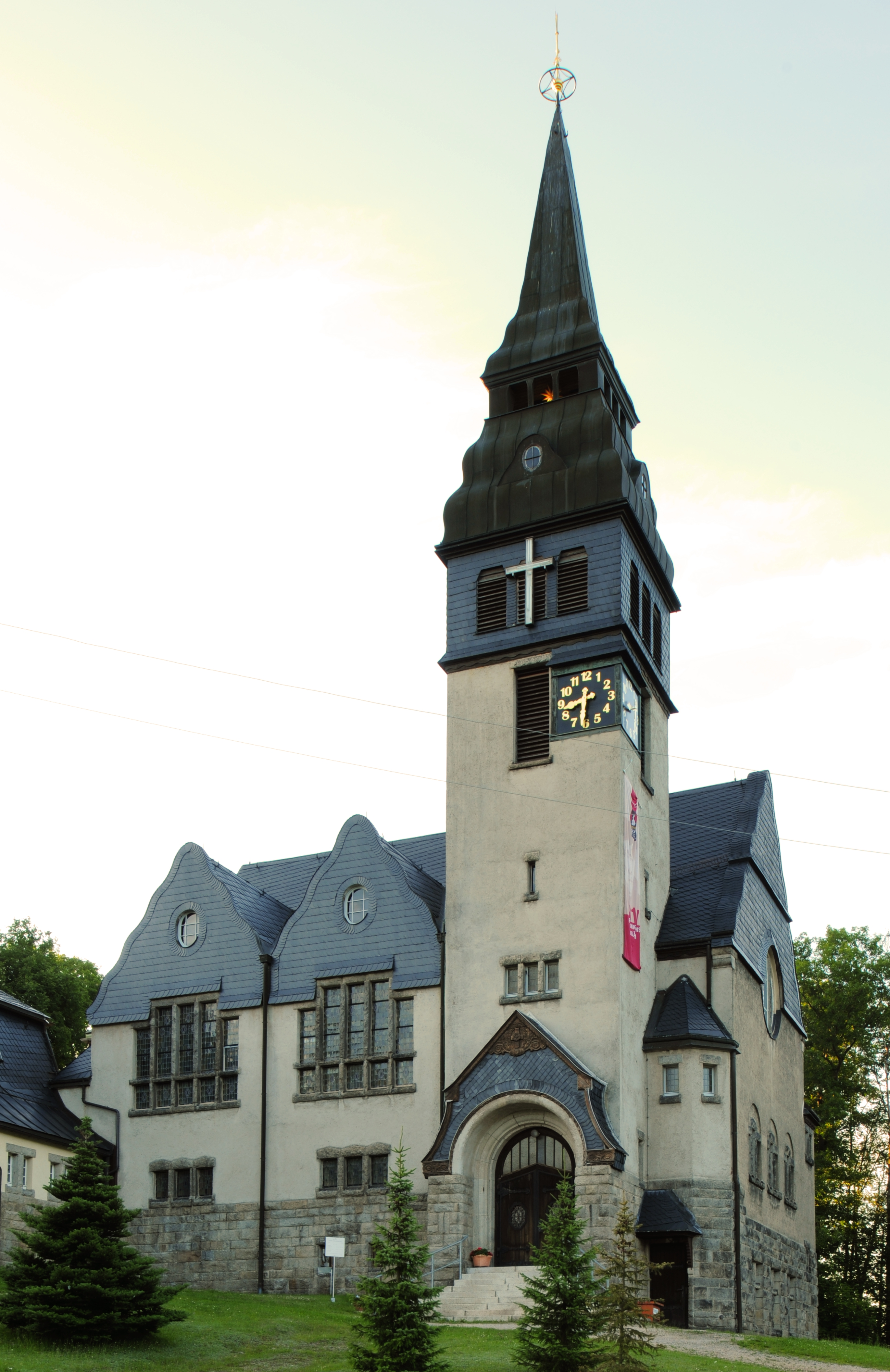
Martin-Luther-Kirche

Die Ursprünge von Tannenbergsthal und Gottesberg gehen auf den Zinnbergbau im 15. Jahrhundert zurück. Später kam dann die Eisenerzgewinnung hinzu. Nach dem Niedergang des Bergbaus gewann die Textilproduktion an Bedeutung. Tannenbergsthal gehörte bis ins 19. Jahrhundert zum Amt Voigtsberg, während Jägersgrün als Exklave zum Amt Plauen gehörte.
Im Ortsteil Jägersgrün stand bis Anfang der 1990er Jahre die sogenannte „Alte Mühle“, die noch im 18. Jahrhundert, benannt nach ihrem Gründer Christian Heß, als „Hessenmühle“ bezeichnet wurde. Sie muss historisch von der Heßmühle in Morgenröthe unterschieden werden. Ursprünglich war sie eine Kornmühle. Später wurde sie zur Stromerzeugung umgebaut, um eine benachbarte Garnspinnerei mit Energie zu versorgen.
Im 19. Jahrhundert und im frühen 20. Jahrhundert erfuhr der Ort einen beträchtlichen Aufschwung und Wachstumsschub durch den Bau der Textilfabrik und durch das Wirken des Unternehmers Keffel. Unter seinem Engagement entstanden erste Arbeiterwohnungen und Häuser für höhere Angestellte. Die größte wirtschaftliche Blüte erlebte der Ort durch den Ausbau der Textilfabrik zur Vogtländischen Kunstlederfabrik Tannenbergsthal mit Fuhrpark und Datenverarbeitungszentrum nach dem Zweiten Weltkrieg. Zahlreiche Arbeiterwohnungen, 10-Klassen-Schule, Kindertagesstätten, Vorschule, Sporthallen und andere Anlagen wurden erbaut. Ferienheime an der Ostsee, Kinderbetreuung und Ferienlager wurden zur Motivation und Regeneration der Arbeiter und ihrer Familien durch die Vogtländische Kunstlederfabrik möglich gemacht. Bis zur Wende war die Fabrik einer der Vorzeige-VEB der DDR mit Exportüberschüssen und weltweiten Handelsbeziehungen. Aufgrund des Wirkens der Treuhand nach 1990 wurden lukrative Exportverbindungen sowie Teile des Maschinenparks der Fabrik entzogen, ein Teil an konkurrierende Unternehmen mit Sitz in Westdeutschland übergeben.
Nach dem Zweiten Weltkrieg war der Ortsteil Schneckenstein bis in die späten 1950er Jahre Uranerzbergbaugebiet unter der SDAG Wismut.
Neben der Bebauung an der Hauptstraße (B 283) ist das Ortsbild an vielen anderen Stellen geprägt von der industriellen Vergangenheit. Davon zeugen die alte Fabrik, die Reihenhäuser für Arbeiter, der erkennbare Rest eines alten Parks, gelegen zwischen altem Herrenhaus, heutigem Ärztehaus und der Fabrik, sowie die verfallenden Reste des stillgelegten Bahnhofes im Ortsteil Jägersgrün.
Aus der frühen Wismut-Zeit gibt es eine mittelgroße Siedlung von Wohnhäusern und – das Ortsbild sehr störend – große Plattenbauten, die zwischen den 1970er und 1980er Jahren errichtet worden waren. Sie dienten als Wohnraum für die Familien hunderter Arbeiter, die damals in der Kunstlederfabrik tätig waren. Bis zum 14. Juni 2007 führte die Gemeinde den Namen Tannenbergsthal/Vogtl.
Am 1. Mai 2009 schlossen sich Tannenbergsthal sowie die beiden Nachbarorte Morgenröthe-Rautenkranz und Hammerbrücke zur neuen Einheitsgemeinde Muldenhammer zusammen.
| Wahl                           | Bürgermeister     | Vorschlag | Wahlergebnis (in %) |
| ------------------------------ | ----------------- | --------- | ------------------- |
| Auflösung (siehe Muldenhammer) |                   |           |                     |
| 2008                           | Karl-Heinz Müller | Müller    | 95,2                |
| 2001                           | Karl-Heinz Müller | CDU       | 94,6                |

### Religionen
Es gibt eine kleine evangelisch-lutherische Gemeinde sowie eine nicht geringe Zahl von Mitgliedern sogenannter freikirchlicher Vereinigungen.
Aus Mitgliedermangel (Überalterung und Abwanderung etc.) werden die Gemeindemitglieder der Orte Hammerbrücke, Tannenbergsthal und Morgenröthe-Rautenkranz derzeit gemeinsam von einem evangelischen Pfarrer betreut.

### Einwohnerentwicklung
Entwicklung der Einwohnerzahl (ab 1971 31. Dezember):
| - 1835: 286 - 1871: 410 - 1890: 398 - 1910: 968 - 1925: 988 - 1939: 1397 | - 1946: 1475 - 1971: 2198 - 1981: 2207 - 1998: 1901 - 1999: 1854 - 2000: 1781 | - 2001: 1780 - 2002: 1627 - 2003: 1581 - 2004: 1554 - 2007: 1461 |

 Datenquelle ab 1998: Statistisches Landesamt Sachsen
1910 war Tannenbergsthal unter den 69 Kommunen der Amtshauptmannschaft Auerbach auf Rang 31 der Einwohnerstatistik. Tannenbergsthal weist mit einem Altersdurchschnitt von über 50 Jahren einen der höchsten Altersdurchschnitte des Vogtlandkreises auf.

## Gedenkstätten
Ein Gedenkstein am Ortseingang zum früheren Ortsteil Gottesberg erinnert in deutscher und russischer Sprache an fünf namentlich unbekannte sowjetische Kriegsgefangene, die an dieser Stelle von SS-Männern ermordet wurden.
Unterhalb der Kirche in einer kleinen Parkanlage befand sich früher ein Hans-Beimler-Denkmal.

## Kultur und Sehenswürdigkeiten

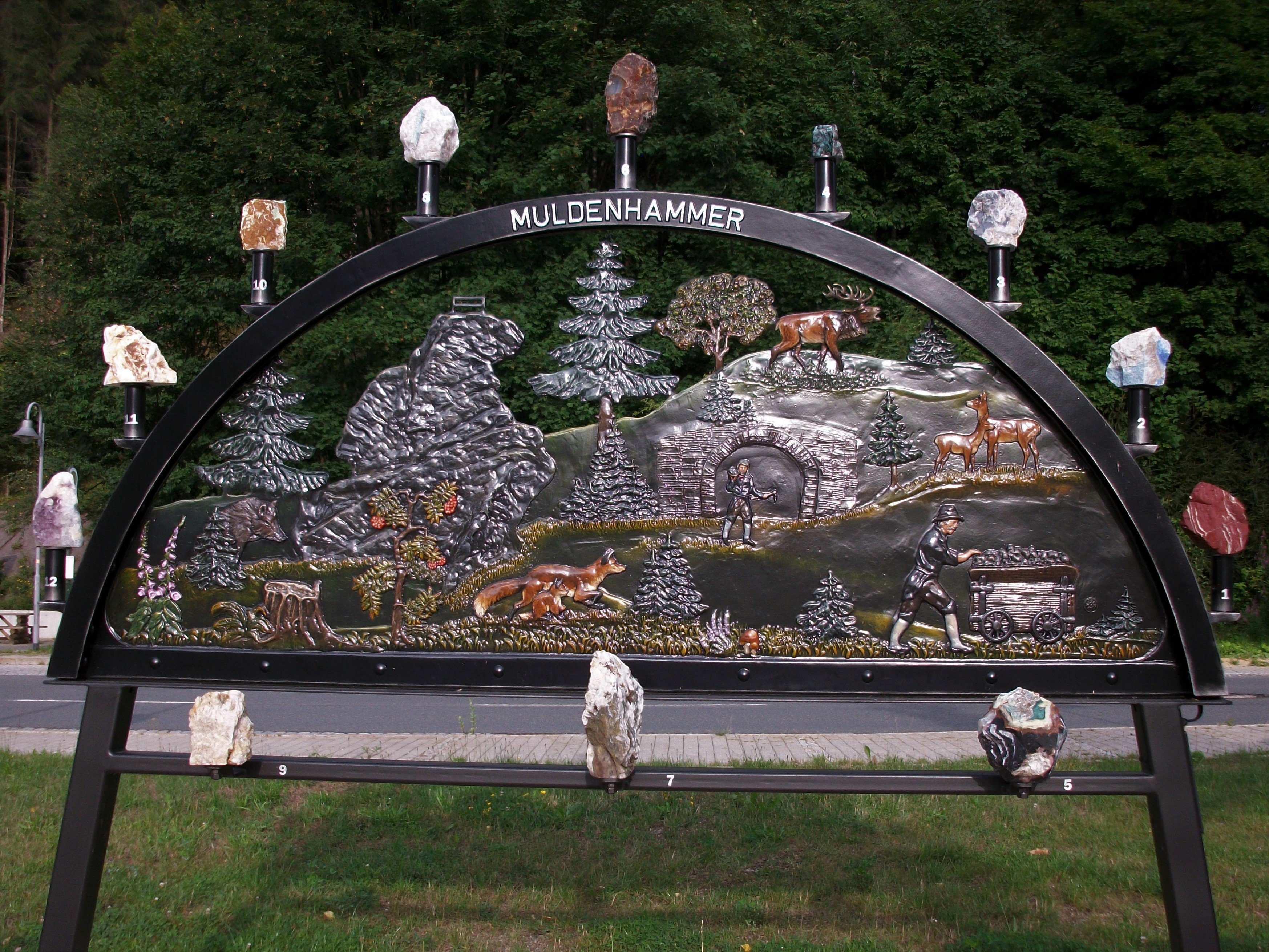
Edelstein-Schwibbogen Tannenbergsthal

In Tannenbergsthal eröffnete am 27. November 2005 im Herrenhaus, das Friedrich Eduard Keffel 1854 dem Hammerwerksbesitzer Lattermann abgekauft hatte und bis 1952 von der Familie Keffel bewohnt blieb, ein Heimatmuseum. In diesem Museum wird die Geschichte Tannenbergsthals und seiner ehemaligen Ortsteile beleuchtet. Hauptthemen sind dabei der Bergbau in der Region, die Bedeutung des Schneckensteins und die regionale Industrialisierung von der Textilherstellung bis zur Kunstlederproduktion, sowie das industrielle Wirken der Familie Keffel und Meinel.
Sehenswert sind die auf dem westlichen Talhang errichtete evangelisch-lutherische Martin-Luther-Kirche aus dem Jahre 1910, die wesentlich von Friedrich Eduard Keffel II. und Edmund Meinel finanziert wurde, mit ihrer Innenbemalung im Jugendstil und der Eule-Orgel.
Das ehemalige Herrenhaus an der Bundesstraße 283 ist ein zweigeschossiger Barockbau aus dem Jahre 1718. In seinem Inneren befindet sich eine über zwei Geschosse reichende Halle mit einer Freitreppe.
Bedeutendste Sehenswürdigkeit ist der Topasfelsen Schneckenstein.

## Wirtschaft und Infrastruktur

### Verkehr

Bahnhof Jägersgrün um 1910

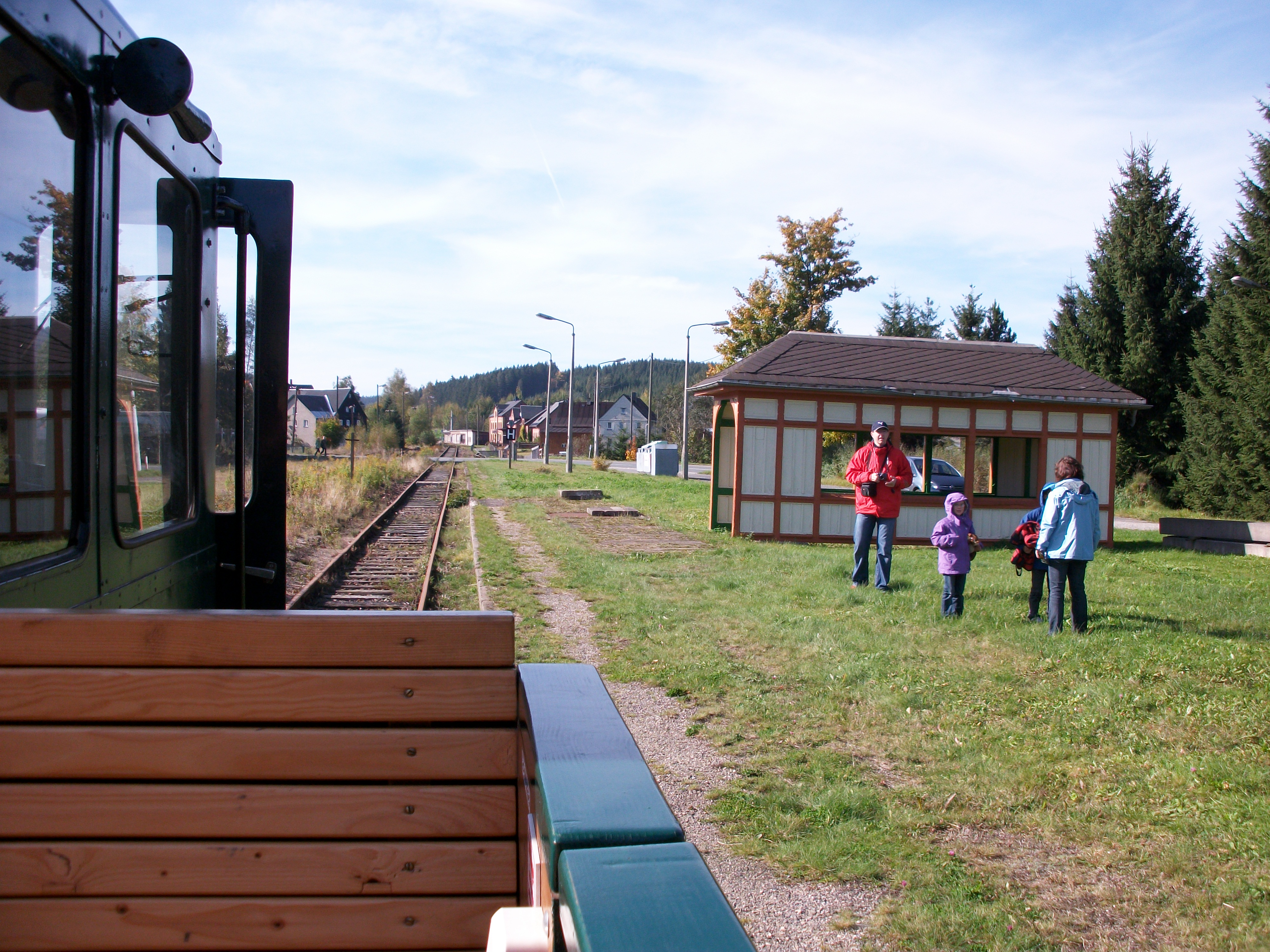
Bahnhof Tannenbergsthal (2010)

Tannenbergsthal wird im vertakteten ÖPNV des Verkehrsverbunds Vogtland von folgenden Buslinien der Plauener Omnibusbetrieb GmbH bedient:
Stand: 15. Dezember 2024
| Linie | Endpunkte                  | Verlauf                                                  | Klassifizierung |
| ----- | -------------------------- | -------------------------------------------------------- | --------------- |
| 20+   | Rodewisch ↔ Klingenthal    | Auerbach – Beerheide – Tannenbergsthal                   | PlusBus         |
| 22    | Sachsengrund ↔ Schöneck    | Morgenröthe-Rautenkranz – Tannenbergsthal – Hammerbrücke | TaktBus         |
| 23    | Schneckenstein ↔ Dorfstadt | Tannenbergsthal – Hammerbrücke – Grünbach – Falkenstein  | TaktBus         |

Durch Tannenbergsthal führt die Bundesstraße 283.
Die Bahnstrecke Chemnitz–Aue–Adorf (CA-Linie), die durch Jägersgrün führt, wurde 1875 eröffnet. Nach der Eingemeindung von Jägersgrün erhielt der Bahnhof 1935 den neuen Namen Tannenbergsthal (Vogtl). Mit dem Bau der Talsperre Eibenstock wurde die Strecke unterbrochen und der durchgehende Verkehr am 27. September 1975 eingestellt. Im verbliebenen Abschnitt Schönheide Ost–Muldenberg der CA-Linie wurde der Personenverkehr in zwei Abschnitten 1978 und 1982 eingestellt, Güterverkehr wurde noch bis 1995 durchgeführt. 1998 wurde der Streckenabschnitt stillgelegt.
Seit 2008 betreibt der Förderverein Historische Westsächsische Eisenbahnen einen Touristik- und Ausflugsverkehr mit einer Motordraisine zwischen Schönheide Süd und Hammerbrücke.

### Ansässige Unternehmen

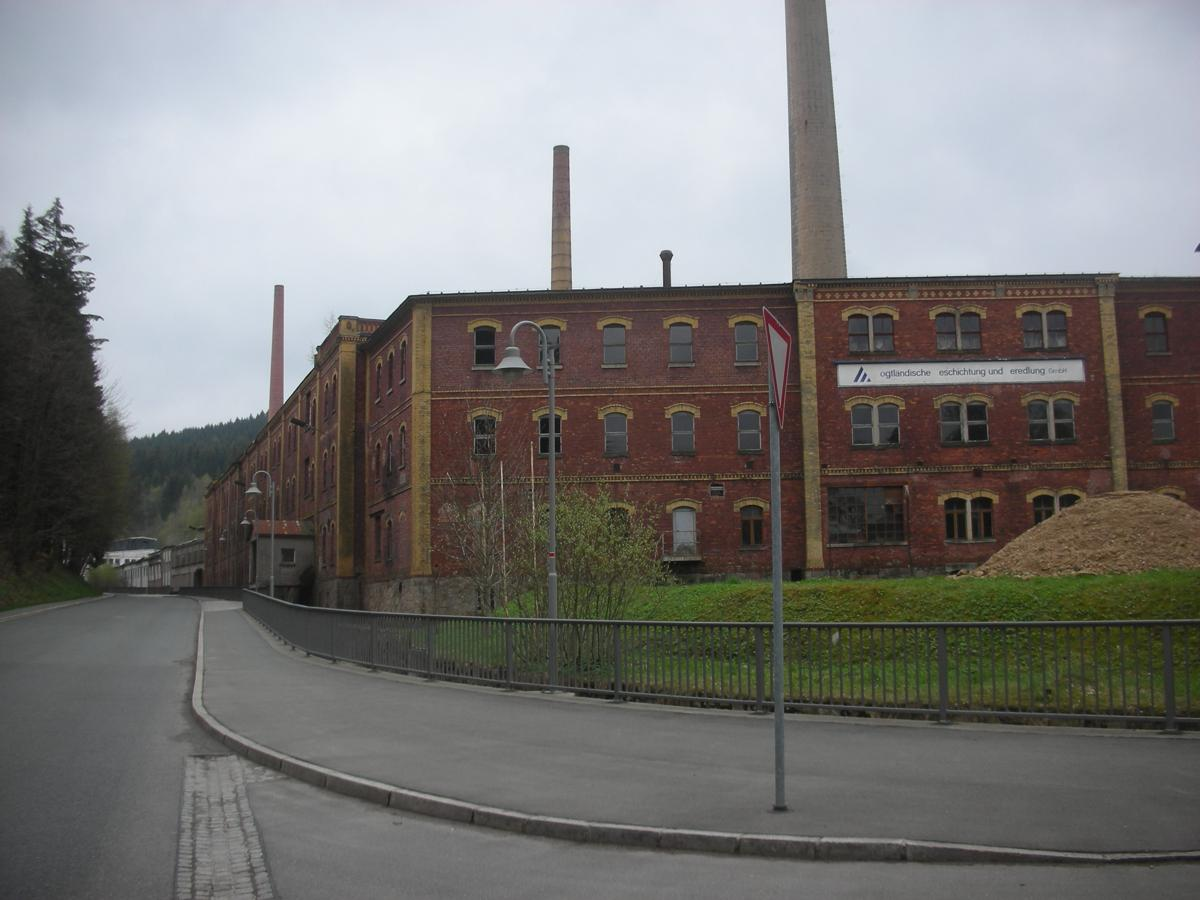
Ehemalige Kunstlederfabrik

Seit der endgültigen Schließung der Kunstlederfabrik wenige Jahre nach der Deutschen Einheit, leidet die Gemeinde unter erhöhtem finanziellen Mangel, vermehrtem Wegzug der Bevölkerung und einer inzwischen sichtbaren Überalterung. Auf dem ehemaligen Fabrikgelände mit den teilweise erhaltenen Bauten aus den 1890er Jahren versuchen sich einige kleine Unternehmen mit wechselndem Erfolg über Wasser zu halten.
Ein Nachfahre des einstigen Fabrikherrn Keffel hat wieder große Teile des Firmengeländes sowie einige Wohnhäuser in der Gemeinde übernommen.
Es gibt Pläne, erneut Zinn abzubauen, aber auch Widerstand dagegen.

### Bildung
Die Schule, in den 1970er Jahren erbaut, wurde 2003 aus Schülermangel geschlossen und die Schulklassen mit den wenigen verbliebenen Schülern mit den Klassen der Schule im Nachbarort Hammerbrücke zusammengelegt.
An der B 283, zwischen den Orten Tannenbergsthal und Jägersgrün, steht die alte Schule aus dem Jahre 1905. Noch kurze Zeit nach der Wende wurden die alten Klassenräume von Musikinstrumentenschülern und einem Kinderhort für die Klassen 1 bis 3 genutzt. Inzwischen sind diese Einrichtungen aufgelöst und die Räumlichkeiten wurden zu Büros umgewidmet.

## Persönlichkeiten

### Söhne und Töchter
- Johann Wilhelm Baumann (1671–1726), Unternehmer
- Kurt Steiniger (1883–1968), Bauunternehmer und Politiker (SPD), geboren in Jägersgrün
- Hans Poser (1917–1970), der in Anlehnung an seinen Geburtsort auch unter dem Pseudonym Wolfgang Tannenberg arbeitete, war Komponist und Professor an der Hamburger Staatlichen Hochschule für Musik.
- Gerd Heßler (* 1948), ehemaliger Skilangläufer

### Weitere Persönlichkeiten
- Heinrich Ludwig Lattermann (1776–1839), Hammerherr und Politiker
- Hermann Lattermann (1809–1867), Hammerherr und Politiker
- Louis Riedel (1847–1919), Mundartdichter, war Lehrer in Gottesberg
- Edmund Meinel von Tannenberg (1864–1943), Landtagsabgeordneter, Fabrikant und späterer Mitinhaber der Firma Edmund Keffel in Tannenbergsthal
- Andrea Roth (* 1953), Landtagsabgeordnete, Kreisrätin und Lehrerin.